# Měsíční iluze

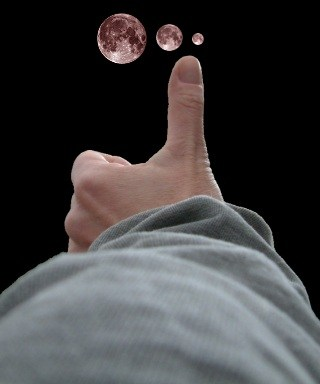
Porovnání velikosti měsíce se šířkou palce natažené ruky pozorovatele. Nejmenší měsíc odpovídá správnému velikostnímu poměru.

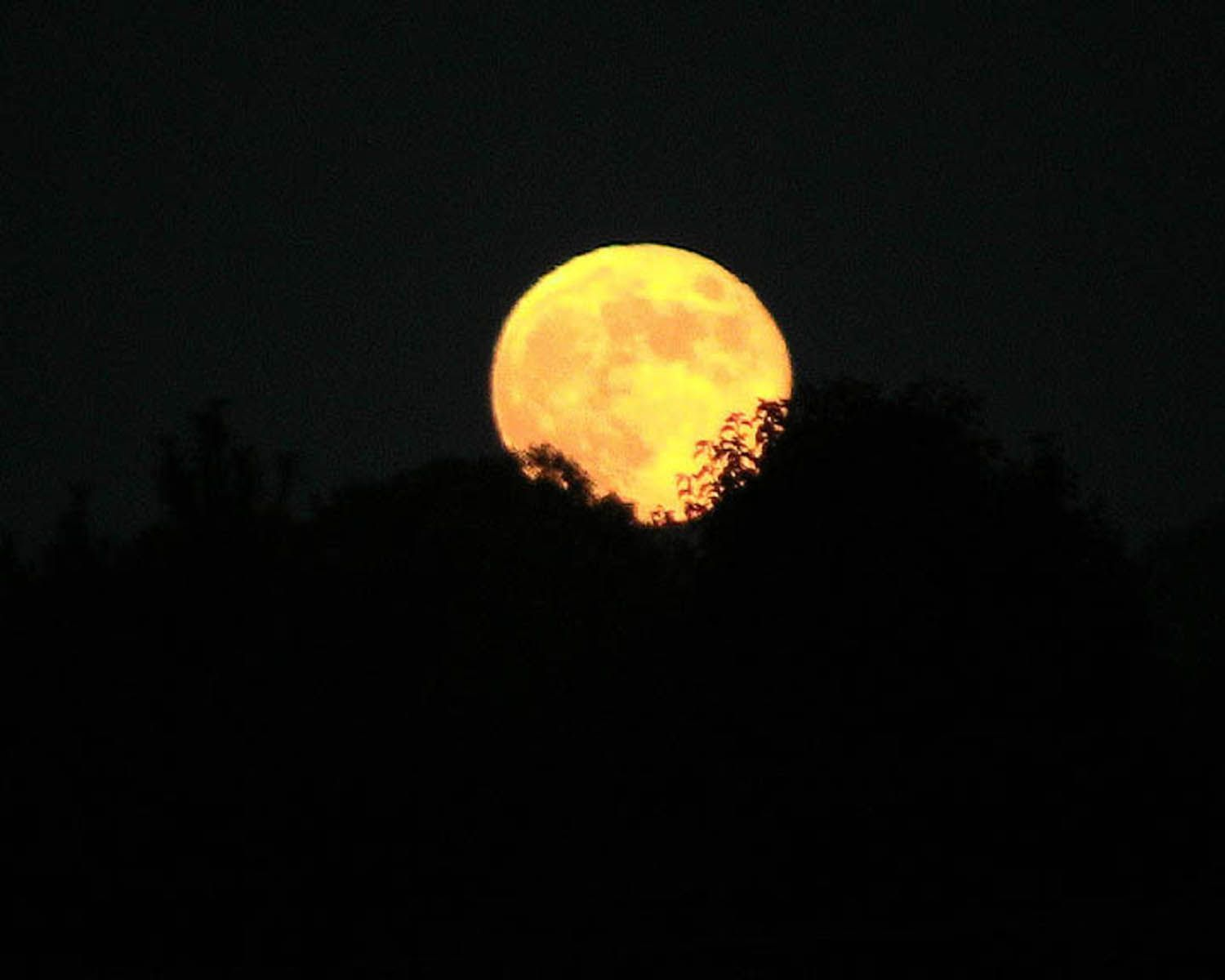
Měsíc nad obzorem

Měsíční iluze či Iluze velikosti měsíce je optický klam, při němž se Měsíc blízko horizontu jeví větší, než když vystoupí výše na oblohu. Tento klam se vyskytuje také u Slunce a souhvězdí. Je znám již od starověku a byl zaznamenán různými kulturami. Vysvětlení této iluze je ovšem dodnes předmětem vědeckých diskusí.

## Důkaz zdánlivosti úkazu
Populární domněnkou – sahající až k Aristotelovi do 4. století př. n. l. – je, že Měsíc vidíme při horizontu větší kvůli efektu způsobenému atmosférou Země. Tento předpoklad je nesprávný: přestože zemská atmosféra mění ze Země pozorovanou barvu měsíce, nemá vliv na vnímání velikosti. Ve skutečnosti se Měsíc u horizontu jeví o 1,5 % menší než na obloze, protože je tehdy dále o téměř jeden zemský poloměr. Lom světla v atmosféře také mírně zmenšuje obraz měsíce vnímaného vertikálním směrem.
Zorný úhel Měsíce v úplňku, který lze přímo měřit teodolitem, zůstává během měsíčního stoupání a klesání konstantní (až na nepatrné odchylky způsobené zmíněnými vlivy). Fotografie Měsíce v různých výškách také ukazují, že jeho velikost zůstává stejná.
Jednoduchý způsob jak ověřit iluzi, je jedním okem pozorovat malý předmět (např. 0,5 cm) přidržený v natažené ruce (63 cm) při zdánlivě velkém Měsíci. Když vystoupá výše, přidržení téhož předmětu odhalí, že velikost Měsíce se nezměnila.

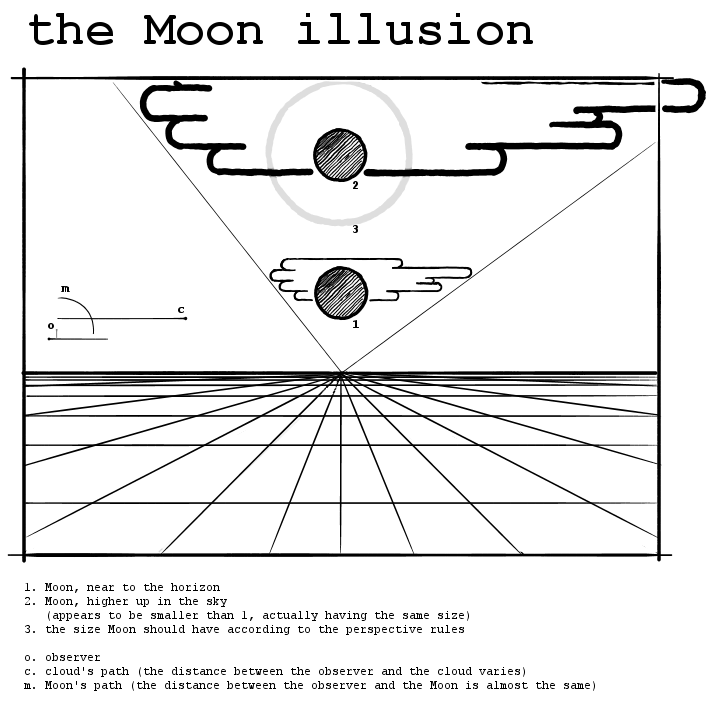
Měsíční iluze

## Možné vysvětlení
Klaudios Ptolemaios se v díle Almagest pokusil vysvětlit iluzi Měsíce atmosférickým lomem světla a později jako optickou iluzi vytvořenou kvůli zdánlivé vzdálenosti. Lom světla znovu použil jako vysvětlení Ibn al-Hajtham (Alhazen) v knize Velká optika (1011-1022). Tento vědec také přednesl vysvětlení založené na lidském vnímání. Argumentoval tím, že při posuzování vzdálenosti se člověk řídí podle nepřekážejících těles vyskytujících se mezi pozorovatelem a pozorovaným objektem; protože se však mezi Zemí a Měsícem žádná taková tělesa nevyskytují, vzdálenost se posuzuje nepřesně, a Měsíc se tak na horizontu jeví větší. Prostřednictvím dalších děl (Rogera Bacona, Johna Peckhama aj.) založených na Alhazenově vysvětlení se měsíční iluze v 17. století ujala jako psychologický jev.
Již Goüye (1700) předpokládal, že vnímání velikosti souvisí s rozlišením detailů. Podle Schopenhauera je tato iluze čistě záležitostí intelektuální a rozumovou, netýká se optiky nebo smyslů. Mozek přijme od oka informaci a obraz Měsíce zachytí zvětšeně, protože „naše intuitivní vnímající chápání považuje vše, co je v horizontální linii za vzdálenější, a tím pádem i větší, než předměty viditelné na vertikální linii. Mozek je zvyklý vnímat předměty pozemských velikostí v horizontálním směru, a také jako ovlivněny atmosférickou perspektivou“.
Nejnovější výzkumy iluze prováděli psychologové specializovaní na lidské vnímání. Po zhodnocení mnoha vysvětlení dospěli v roce 2002 Ross a Plug ve své knize The Mystery of the Moon Illusion k závěru, že "Ani jedna teorie se neprokázala jako vítězná". Ke stejnému výsledku dospěla kniha The Moon Illusion z roku 1989, editovaná Mauricem Hershensonem a nabízející 24 kapitol od různých autorů zkoumajících iluze.

### Úhlová a fyzická velikost

Ebbinghausova iluze: Navzdory zdání jsou středové kruhy stejně velké

„Velikost“ pozorovaného objektu lze určit jako úhlovou (velikost úhlu, který od oka svírají rozměry zorného pole, které objekt zabírá) nebo fyzickou (reálná velikost měřená např. v metrech). Ve vztahu k lidskému vnímání mají tyto dva přístupy značně odlišný dopad. Pokud například vidíme dva známé identické předměty ve vzdálenostech 5 a 10 metrů, vzdálenější objekt zabírá o polovinu menší zorný úhel než bližší předmět, ale obvykle ho nevnímáme jako poloviční velikosti. A obráceně, pokud má vzdálenější objekt stejnou úhlovou velikost, vnímáme ho jako větší.
Hlavní otázkou v souvislosti s iluzí Měsíce je, zda se Měsíc na horizontu jeví větší kvůli tomu, že úhlová velikost se zdá větší, nebo proto, že se zdá větší jeho fyzická velikost – či kvůli kombinaci obojího. V současnosti v tomto bodě neexistuje konsensus.
Historicky nejznámější alternativa k teorií „zdánlivé vzdálenosti“ je teorie „relativní velikosti“. Podle ní vnímání velikosti objektu závisí nejen na velikosti jeho obrazu na sítnici, ale i na velikosti objektů v bezprostředním vizuálním okolí. V případě měsíční iluze objekty v blízkosti vycházejícího či zapadajícího Měsíce (tedy horizont a objekty na něm) vyjevují jemné detaily, které způsobují, že Měsíc působí jako velký. Oproti tomu je Měsíc na zenitu obklopen rozsáhlou plochou prázdné oblohy, díky čemuž se jeví menší. Princip vysvětluje tzv. Ebbinghausova iluze (viz obrázek vpravo).
Podle hypotézy „úhlu pozorování“ měsíční iluzi vytvářejí změny pozice očí v hlavě provázející změny ve výši Měsíce. Toto vysvětlení, kdysi oblíbené, však vesměs ztratilo podporu.